# Ріма Хассан
Ріма Хассан Мобарак (араб. ريما حسان مبارك, трансліт. Rīmā Ḥasān Mubārak; нар. 28 квітня 1992) — французька юристка і політична діячка палестинського походження. Депутатка Європарламенту з червня 2024 року.

## Життєпис

### Дитинство
Ріма Хассан Мобарак народилася 28 квітня 1992 року в таборі Нейраб поблизу Алеппо в Сирії, ставши молодшою з шести дітей у сім'ї. Її мати Набіха (1958–2021), була вчителькою, а її батько Ахмад — колишній механік у ВПС Сирії. Її дідусь і бабуся по батьківській лінії — палестинці родом із села Аль-Бірва біля Акри, які втекли до Сирії під час Накби в травні 1948 року. З іншого боку, її бабуся по материнській лінії походила з відомої сирійської курдської родини Ханану і вийшла заміж за палестинського біженця із Салфіта; оскільки її відомий статус суперечив його статусу палестинського біженця, вона вирішила залишити свою спадщину й оселитись із ним у таборі для біженців.
Через нещасливий шлюб і аб'юзивні стосунки між її батьками мати Хассан покинула табір незабаром після її народження та змогла іммігрувати до Франції, де вона возз’єдналася з однією зі своїх сестер. Потім вона витратила вісім років, намагаючись відновити опіку над своїми дітьми та затвердити французьке громадянство для них. Зрештою матері вдалося відновити опіку, і Ріма прибула до Франції приблизно у дев’ятирічному віці. Вона оселилася в місті Ніор департаменту Де-Севр разом зі своєю матір'ю, сестрою та чотирма братами. У 2003 році вона була обрана до дитячої муніципальної ради Ніор. Ріма навчалася там у початковій школі Ернеста Перохона. Протягом цього часу її мати працювала в ресторанах, аби прогодувати сім’ю. Під час навчання в школі Ріма мала проблеми з булінгом, однокласники називали її етнічними образами, що призвело до афазії. У 2011 році вона завершила навчання в середній школі La Venise Verte.

### Навчання
Залишаючись без громадянства до свого повноліття, Ріма отримала французьке громадянство у 2010 році. Одразу після досягнення повноліття, вона намагалася поїхати до Палестини через Тель-Авів, маючи намір «нарешті відкрити землю своїх предків», але їй заборонили виїзд в аеропорт Шарля де Голля.
Після цих подій Ріма продовжила вивчати право і здобула ступінь бакалавра. Вона провела два роки в Університеті Еврі, потім один рік в Університеті Монпельє, ще один рік у Лівані та здобула ступінь магістра в 2016 році в університеті Пантеон-Сорбонни. Вона фокусувалася на правовому порівнянні між Південною Африкою та Ізраїлем у магістерській роботі з міжнародного права з питання апартеїду. За її словами, отримання ступеня Пантеону-Сорбонни стало джерелом великої гордості для її матері, оскільки репутація університету була відома навіть у таборі Нейраб. 

### Адвокатська діяльність
Ріма приєдналася до Управління захисту біженців та осіб без громадянства Франції (OFPRA) у 2016 році, а через 18 місяців стала працювала в Національному суді з питань притулку до 2023 року. У 2019 році вона заснувала громадську організацію «Обсерваторія таборів для біженців». Ріма взяла участь у круглому столі, організованому Емаусом до Всесвітнього дня біженців 20 червня 2020 року.
Після нападу ХАМАС 7 жовтня 2023 року, на тлі бомбардування сектора Газа та наземного наступу, розпочатого Ізраїлем, Ріма відмовилася від позиції адвоката з питань міграції, запропонованої Amnesty International. Натомість вона повернулася до табору біженців Нейраб, «щоб бути ближче до свого народу», і створила групу Action Palestine France у Telegram.

### Європарламент
Ріму Хассан обрали до Європарламенту на виборах 2024 року. Вона приєдналася до списку La France Insoumise (LFI). Свою політичну прихильність до списку LFI вона пояснює «терміновою необхідністю діяти зараз» щодо ситуації в секторі Газа.

## Політичні позиції

### Російсько-Українська війна
Ріма Хассан розкритикувала контраст між санкціями, накладеними на Росію за вторгнення в Україну, та «безкарністю Ізраїлю», незважаючи на порушення ним міжнародних резолюцій. Вона заявила, що «Ізраїль гірший за Росію» з точки зору поваги до міжнародного права та стверджувала, що хоча Європа швидко стала на бік України та засудила Росію, цього не можна сказати про війну на Близькому Сході.

### Ізраїльсько-палестинський конфлікт

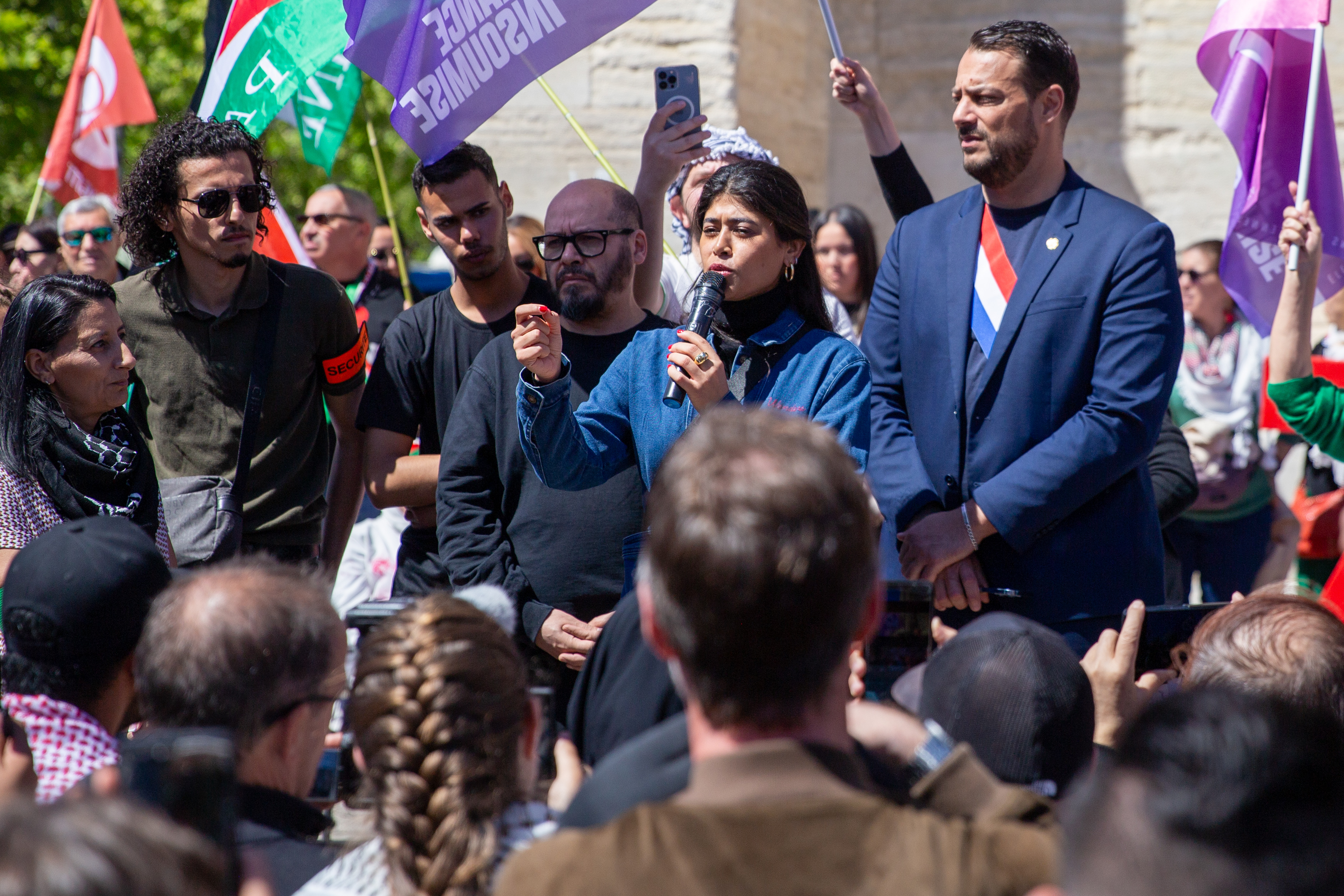
Ріма Хассан виступає на акції протесту на підтримку палестинського народу в Марселі

Ріма Хассан виступає за створення демократичної двонаціональної держави як вирішення ізраїльсько-палестинського конфлікту. У листопаді 2023 року вона написала, що «рішення про дві держави не буде», і що «рішення — це демократична та світська двонаціональна держава». Обґрунтовуючи свою позицію, вона уточнила, що «мріє» про двонаціональну державу з мирним співіснуванням палестинців та ізраїльтян, і виступає за рішення про створення двох держав, думки, якої притримується і її партія La France Insoumise.

### Війна в Газі
З початку війни в Газі Ріма Хассан критикує дії Ізраїлю. Вона заявила в онлайн-інтерв’ю після атаки ХАМАС, що «морально неприйнятно радіти смерті мирних жителів», засудивши як і військові злочини ХАМАС, так і «безкарність Ізраїлю». Називала дії Ізраїлю геноцидом. Ріма вважає дії ХАМАС тероризмом і вважає легітимним лише політичне крило угруповання, переможця парламентських виборів у Палестині 2006 року, засуджуючи як "нелегітимні" його напад 7 жовтня.
24 лютого 2025 року Рімі Хассан заборонили в’їзд до Ізраїлю у складі делегації ЄС і Палестини через підтримку нею антиізраїльських бойкотів.

## Скандали
23 січня 2025 року Ріма Хассан виступила проти резолюції в Європейському парламенті, яка закликала до звільнення письменника Буалема Сансала, який перебуває у в’язниці в Алжирі з середини листопада 2024 року. Депутати Європарламенту проголосували за резолюцію з вимогою звільнити франко-алжирського письменника, а також інших критиків уряду Алжиру.